# Scrumbie albastră
Scrumbia albastră sau macroul de Atlantic (Scomber scombrus) este un pește pelagic care trăiește în bancuri în mare în apropiere de țărmuri. Peștii au o lungime între 30 și 50 cm și pot să ajungă până la vârsta de 11 ani. Macrourile se hrănesc cu plancton și puietul altor pești ca heringi, Gadidae sau Clupeidae. 

## Răspândire
Arealul de răspândire al macrourilor sunt apele de coastă din America de Nord, Marea Nordului, Marea Mediterană și Marea Neagră. Își depun icrele în apele reci de pe coasta Norvegiei și Islandei. 

## Caractere generale
Spre deosebire de alți pești, macrourile nu au vezică înotătoare, ceea ce le ajută să schimbe repede adâncimea. Dezavantajul lipsei vezicii este că, pentru a nu se scufunda, trebuie să înoate fără întrerupere. Macrourile sunt apreciate ca pești comestibili, având o carne grasă, și se pot afuma. La fel ca sardinele sau tonul, se pot folosi și conservate în ulei.